# Erica langebergensis
Erica langebergensis är en ljungväxtart som beskrevs av Ha. Baker. Erica langebergensis ingår i släktet klockljungssläktet, och familjen ljungväxter. Inga underarter finns listade i Catalogue of Life.